# Aleksandr Volkov
Aleksandr Aleksandrovič Volkov, (ruski: Алекса́ндр Алекса́ндрович Во́лков; Moskva, 27. prosinca 1885. – Rim, 22. ožujka 1942.), ruski filmski redatelj.

## Filmovi
- Bjegunac (1914.)[1]
- Ljudi gibnut za metall (1919.)

## Vanjske poveznice
- Aleksandr Volkov na kino-teatr.ru